# Anna Karenina (film fra 1967)
 For alternative betydninger, se Anna Karenina (flertydig). (Se også artikler, som begynder med Anna Karenina)
Anna Karenina (russisk: Анна Каренина) er en sovjetisk spillefilm fra 1967 af Aleksandr Sarkhi.
Filmen er baseret på Lev Tolstojs roman af samme navn fra 1877.

## Medvirkende
- Tatiana Samojlova som Anna Karenina
- Nikolaj Gritsenko som Aleksej Karenin
- Vasilij Lanovoj som Aleksej Vronskij
- Jurij Jakovlev som Stiva Oblonskij
- Boris Goldajev som Konstantin Ljovin
- Anatolij Kubatskij